# La Reina
La Reina ist eine Gemeinde der Región Metropolitana de Santiago mit 92.787 Einwohnern (2017). Sie ist eine der Gemeinden der Provinz Santiago. La Reina ist eine Wohngemeinde, die überwiegend von Familien mit mittlerem bis gehobenem Einkommen bewohnt wird.

## Profil
La Reina ist bekannt für sein parkähnliches Image: geringe Bevölkerungsdichte und viele Grünflächen. Darüber hinaus hat die Gemeinde aufgrund ihres Regulierungsplans nur wenige Hochhäuser, wodurch sie ihren reinen Wohncharakter beibehalten hat.
Die Bevölkerung ist heterogen und setzt sich aus Gruppen mit mittlerem und hohem sozioökonomischem Einkommen im nördlichen und östlichen Teil der Gemeinde zusammen, wobei letztere vor allem in La Reina Alta konzentriert sind, während im südlichen Teil, vor allem in Villa La Reina, Gruppen mit mittlerem und niedrigem Einkommen leben.

## Geschichte
Die Gemeinde La Reina entstand 1963 aus einem östlichen Teil der Gemeinde Ñuñoa. Erich Honecker lebte für eine Zeit lang mit seiner Frau Margot Honecker in La Reina.

## Demografie
Laut der Volkszählung 2017 lebten in der Gemeinde La Reina 92.787 Personen. Davon waren 43.599 Männer und 49.188 Frauen, womit es einen leichten Frauenüberschuss gab.